# مسابقات قهرمانی کشتی آسیا ۱۹۸۳
کشتی قهرمانی آسیا ۱۹۸۳ سومین دوره از رقابت‌های قهرمانی آسیا می‌باشد که از ۸ تا ۱۱ نوامبر ۱۹۸۳ در تهران، ایران برگزار گردید.

## جدول مدال‌ها
| رتبه           | کشور           | طلا | نقره | برنز | مجموع |
| -------------- | -------------- | --- | ---- | ---- | ----- |
| ۱              | ایران          | ۱۶  | ۴    | ۰    | ۲۰    |
| ۲              | ژاپن           | ۳   | ۶    | ۳    | ۱۲    |
| ۳              | هند            | ۱   | ۷    | ۱۰   | ۱۸    |
| ۴              | پاکستان        | ۰   | ۳    | ۴    | ۷     |
| ۵              | چین            | ۰   | ۰    | ۳    | ۳     |
| مجموع (۵ کشور) | مجموع (۵ کشور) | ۲۰  | ۲۰   | ۲۰   | ۶۰    |

## رده‌بندی تیمی
| رتبه | آزاد مردان | آزاد مردان | فرنگی مردان | فرنگی مردان |
| رتبه | تیم        | امتیازات   | تیم         | امتیازات    |
| ---- | ---------- | ---------- | ----------- | ----------- |
| ۱    | ایران      | ۵۸         | ایران       | ۵۸          |
| ۲    | هند        | ۴۰         | هند         | ۴۶          |
| ۳    | ژاپن       | ۳۹         | ژاپن        | ۲۴          |
| ۴    | چین        | ۲۱         | پاکستان     | ۲۲          |
| ۵    | پاکستان    | ۱۷         |             |             |

## خلاصه مدال‌ها

### آزاد مردان
| رویداد  | طلا                    | نقره                            | برنز                   |
| ۴۸ ک‌گ   | مجید ترکان · ایران     | تاکاشی کوبایاشی · ژاپن          | Liang Dejin · چین      |
| ۵۲ ک‌گ   | Yaghoub Najafi · ایران | Kuldeep Singh · هند             | Zhang Jianhua · چین    |
| ۵۷ ک‌گ   | عسکری محمدیان · ایران  | Toshio Asakura · ژاپن           | Guan Bunima · چین      |
| ۶۲ ک‌گ   | Kazuhito Sakae · ژاپن  | Mohsen Kaveh · ایران            | Ashok Kumar · هند      |
| ۶۸ ک‌گ   | Khosro Pishro · ایران  | Kokichi Sugino · ژاپن           | Jagminder Singh · هند  |
| ۷۴ ک‌گ   | Aziz Vagozari · ایران  | Naomi Higuchi · ژاپن            | Naresh Kumar · هند     |
| ۸۲ ک‌گ   | محمدحسین محبی · ایران  | Jagdish Kumar · هند             | Ahmed Khalil · پاکستان |
| ۹۰ ک‌گ   | محمدحسن محبی · ایران   | Abdul Majeed Maruwala · پاکستان | Sukhbir Singh · هند    |
| ۱۰۰ ک‌گ  | تامون هوندا · ژاپن     | Hossein Golabi · ایران          | Kartar Singh · هند     |
| ۱۰۰+ ک‌گ | علیرضا سلیمانی · ایران | Rajinder Singh · هند            | Hirokazu Okawa · ژاپن  |

### فرنگی مردان
| رویداد  | طلا                          | نقره                            | برنز                     |
| ۴۸ ک‌گ   | Morteza Papinia · ایران      | Ram Pal · هند                   | Abid Hussain · پاکستان   |
| ۵۲ ک‌گ   | Ali Khani · ایران            | Sanaullah · پاکستان             | Kuldeep Singh · هند      |
| ۵۷ ک‌گ   | Toshio Asakura · ژاپن        | Gholam Mohseni · ایران          | Rohtas Singh · هند       |
| ۶۲ ک‌گ   | Hossein Touranian · ایران    | Kazuhito Sakae · ژاپن           | Ashok Kumar · هند        |
| ۶۸ ک‌گ   | محمد بنا · ایران             | Kokichi Sugino · ژاپن           | Jagminder Singh · هند    |
| ۷۴ ک‌گ   | Mousa Tabatabaei · ایران     | Naresh Kumar · هند              | Naomi Higuchi · ژاپن     |
| ۸۲ ک‌گ   | Fereydoun Behnampour · ایران | Jagdish Kumar · هند             | Muhammad Anwar · پاکستان |
| ۹۰ ک‌گ   | حسن بابک · ایران             | Abdul Majeed Maruwala · پاکستان | Sukhbir Singh · هند      |
| ۱۰۰ ک‌گ  | Kartar Singh · هند           | Hesamoddin Jafari · ایران       | Khalid Ahmed · پاکستان   |
| ۱۰۰+ ک‌گ | Davoud Ayoub · ایران         | Rajinder Singh · هند            | Hirokazu Okawa · ژاپن    |